# Régine Pernoud
Régine Pernoud (17 de junio de 1909 - 22 de abril de 1998) fue una  historiadora, medievalista, paleógrafa y doctora en letras francesa. Nació en Château-Chinon, Nièvre, y falleció en París. 
Fue conservadora honoraria de los Archivos Nacionales de Francia. Obtuvo en 1929 el grado de licenciada en letras de la Universidad de Aix-en-Provence. Obtendría también su doctorado en letras de la École Nationale des Chartes y de la École du Louvre. Fue conservadora del Museo de Reims en 1947 y dos años más tarde del Museo de Historia Francesa. Es una especialista mundialmente reconocida en la historia de la Edad Media. 

## Obra
Su trabajo muestra el lugar privilegiado de la mujer en la Edad Media, asunto al que dedicó varios libros, entre ellos La mujer en el tiempo de las catedrales y Leonor de Aquitania. Atribuye el descenso de importancia social de la mujer desde el siglo XIII al ascenso político de la tradición de los legistas, juristas que promovían el retorno del derecho romano (mucho más restrictivo con las mujeres) y que estaban opuestos al derecho feudal (relativamente más favorable a la mujer).
Pernoud es una de las especialistas que más han contribuido a rehabilitar la Edad Media, contra la imagen oscura que de esta época habían pintado los tópicos, especialmente desde la Ilustración. Fue además una de las mayores especialistas en Juana de Arco.
En 1978 fue galardonada con el Gran Premio de la Villa de París. En 1997 recibió el Gran Premio Gobert de la Academia Francesa por el conjunto de su obra.